# New York Film Critics Online Awards 2017
17. ročník předávání cen New York Film Critics Online se konal dne 10. prosince 2017.

## Nejlepších deset filmů
- Tvář vody

- Lady Bird
- Akta Pentagon: Skrytá válka
- Uteč
- Dej mi své jméno
- Dunkerk
- The Florida Project
- Já, Tonya
- Nit z přízraků
- Mudbound

## Vítězové

### Nejlepší film
- The Florida Project (remíza)
- Mudbound (remíza)

### Nejlepší režisér
- Dee Rees – Mudbound

### Nejlepší scénář
- Jordan Peele – Uteč

### Nejlepší herec v hlavní roli
- Gary Oldman – Nejtemnější hodina

### Nejlepší herečka v hlavní roli
- Margot Robbie – Já, Tonya

### Nejlepší herec ve vedlejší roli
- Willem Dafoe – The Florida Project

### Nejlepší herečka ve vedlejší roli
- Allison Janney – Já, Tonya

### Nejlepší dokument
- Bombshell: The Hedy Lamarr Story

### Nejlepší cizojazyčný film
- Odnikud

### Nejlepší animovaný film
- Coco

### Nejlepší kamera
- Dan Laustsen – Tvář vody

### Nejlepší debut
- Jordan Peele – Uteč

### Objev roku
- Timothée Chalamet – Dej mi své jméno

### Nejlepší obsazení
- Mudbound

### Nejlepší použití hudby
- Steven Price a Kirsten Lane – Baby Driver